# Všeobecné volby v Belgii 2010
Všeobecné volby v Belgii 2010 byly předčasné volby do belgické Poslanecké sněmovny, které se konaly 13. června 2010, rok před koncem volebního období. Předčasným volbám předcházela krize vládní koalice, v níž po vnitřních sporech o řešení konfliktu o dvojjazyčný volební obvod Brusel-Halle-Vilvoorde oznámila odchod z vlády vlámská liberální strana (Otevření vlámští liberálové a demokraté, OVLD).
Současně se konaly také volby do belgického senátu.

## Strany

### Vlámské strany (nizozemsky mluvící)
- Nová vlámská aliance (Nieuw-Vlaamse Alliantie, N-VA) – středo-pravicová politická strana usilující o odtržení Vlámska.
- Křesťanskodemokratická a vlámská strana (Christen-Democratisch en Vlaams, CD&V) – křesťanská demokratická politická strana s historickými vazbami na odborářské i korporativní organizace.
- Socialistická strana - jinak (Socialistische Partij – Anders, sp.a) – sociálně demokratická politická strana.
- Otevření vlámští liberálové a demokraté (Vlaamse Liberalen en Democraten, VLD) – liberální politická strana.
- Vlámský zájem (Vlaams Belang) – krajně pravicová politická strana usilující o odtržení Vlámska a žádající přísné limity pro imigranty.
- Zelení! (Groen!) – zelená politická strana.
- Dedeckerova listina (Lijst Dedecker) – liberálně konzervativní politická strana.

### Valonské strany (francouzsky mluvící)
- Socialistická strana (Parti socialiste, PS) – sociálně demokratická politická strana.
- Reformní hnutí (Mouvement réformateur, MR) – liberálně konzervativní politická strana.
- Humanistický demokratický střed(Centre démocrate humaniste, Cdh) – křesťanská demokratická politická strana.
- Ecolo – zelená politická strana.
- Lidová strana (Parti populaire) – liberálně konzervativní politická strana.

## Sněmovna reprezentantů
Dne 13. června 2010 se konaly volby do Sněmovny reprezentantů
| | Nová vlámská aliance (Nieuw-Vlaamse Alliantie)                            | 1 135 617 | 17,40% | *       | 27  | *   |
| | Socialistická strana (Parti socialiste)                                   | 894 543   | 13,71% | ▲+2,85% | 26  | ▲+6 |
| | Křesťanskodemokratická a vlámská strana (Christen-Democratisch en Vlaams) | 707 986   | 10,85% | *       | 17  | *   |
| | Reformní hnutí (Mouvement réformateur)                                    | 605 617   | 9,28%  | ▼−3,23% | 18  | ▼−5 |
| | Socialistická strana - jinak (Socialistische Partij – Anders)             | 602 867   | 9,24%  | ▼−1,02% | 13  | ▼−1 |
| | Otevření vlámští liberálové a demokraté (Vlaamse Liberalen en Democraten) | 563 873   | 8,64%  | ▼−3,19% | 13  | ▼−5 |
| | Vlámský zájem (Vlaams Belang)                                             | 506 697   | 7,76%  | ▼−4,23% | 12  | −5  |
| | Humanistický demokratický střed (Centre démocrate humaniste)              | 360 441   | 5,53%  | ▼−0,53% | 9   | ▼−1 |
| | Ecolo                                                                     | 313 047   | 4,80%  | ▼−0,30% | 8   | ▬±0 |
| | Zelení! (Groen!)                                                          | 285 989   | 4,38%  | ▲+0,40% | 5   | ▲+1 |
| | Dedeckerova listina (Lijst Dedecker)                                      | 150 577   | 2,31%  | ▼−1,72% | 1   | ▼−4 |
| | Lidová strana (Parti populaire)                                           | 84 005    | 1,29%  | ▲+1,29% | 1   | ▲+1 |
| | Ostatní                                                                   | 316 108   | 4,84%  | —       | —   | —   |
| Celkem (volební účast 89,2%) | Celkem (volební účast 89,2%)                                              | 6 527 367 | 100%   |         | 150 |     |
| Zdroj: Federální portál – sněmovní volby 2010 Archivováno 11. 9. 2013 na Wayback Machine. Poznámky: * Křesťanskodemokratická a vlámská strana a Nová vlámská aliance kandidovaly v roce 2007 společně s výsledkem 18,51% a 30 mandátů. |                                                                           |           |        |         |     |     |

## Belgický senát
Dne 13. června 2010 se konaly volby do belgického senátu.
| | Nová vlámská aliance (Nieuw-Vlaamse Alliantie)                            | 1 268 894 | 19,61%  | *       | 9  | *   |
| | Socialistická strana (Parti socialiste)                                   | 880 828   | 13,62%  | ▲+3,37% | 7  | ▲+3 |
| | Křesťanskodemokratická a vlámská strana (Christen-Democratisch en Vlaams) | 646 371   | 9,99%   | *       | 4  | *   |
| | Socialistická strana - jinak (Socialistische Partij – Anders)             | 613 091   | 9.48%   | ▼−0,54% | 4  | ▬±0 |
| | Reformní hnutí (Mouvement réformateur)                                    | 599 618   | 9,27%   | ▲+3,04% | 4  | ▼−2 |
| | Vlámští liberálové a demokraté (Vlaamse Liberalen en Democraten)          | 533 171   | 8,24%   | ▼−4,16% | 4  | ▼−1 |
| | Vlámský zájem (Vlaams Belang)                                             | 491 519   | 7,60%   | ▼−4,29% | 3  | ▼−2 |
| | Ecolo                                                                     | 353 111   | 5,46%   | ▼−0,36% | 2  | ▬±0 |
| | Humanistický demokratický střed (Centre démocrate humaniste)              | 331 870   | 5,13%   | ▼−0,77% | 2  | ▬±0 |
| | Zelení! (Groen!)                                                          | 251 605   | 3.89%   | ▲+0,25% | 1  | ▬±0 |
| | Dedeckerova listina (Lijst Dedecker)                                      | 130 777   | 2,02%   | ▼−1,36% | 0  | ▼−1 |
| | Lidová strana (Parti populaire)                                           | 98,858    | 1,53%   | —       | 0  | —   |
| | Ostatní                                                                   | 264 591   | 4,09%   | —       | —  | —   |
| Celkem (volební účast 89,2%) | Celkem (volební účast 89,2%)                                              | 6 469 304 | 100,00% |         | 40 |     |
| Zdroj: Federální portál – Senátní volby 2010 Archivováno 17. 6. 2010 na Wayback Machine. Poznámky: * Křesťanskodemokratická a vlámská strana a Nová vlámská aliance kandidovaly v roce 2007 společně s výsledkem 19,42% a 9 mandátů. |                                                                           |           |         |         |    |     |